# Hendrik Wetstein
(Johan) Hendrik (Henricus) Wetstein (Bazel, 15 maart 1649 - Amsterdam, april 1726) was een boekverkoper, uitgever en mogelijk ook een drukker te Amsterdam.

## Levensloop
Hendrik Wetstein werd in Bazel geboren en vestigde zich later als boekhandelaar in het centrum van Amsterdam met een tweede filiaal in Frankfurt. Hij trouwde met Agata Ernsthuys en na haar dood hertrouwde hij met de weduwe van boekhandelaar Abraham van Someren, Cornelia Knijf. Uit een bewijsstuk van een notaris blijkt dat hij in 1701, het jaar waarin hij met Knijf trouwde, acht kinderen had.
Van 1669 tot 1676 was Wetstein in de leer bij boekverkoper en drukker Daniel Elsevier. Op 22 juni in dat laatste jaar werd hij gildelid. Dit bleef hij heel zijn leven. 
Uit archiefstukken blijkt dat zowel zijn ongebonden boeken, waaronder verschillende kopieën en platen, als zijn gebonden boeken in 1716 geveild werden. Desondanks bleef hij tot zijn dood doorgaan met de boekhandel. 
In 1698 en 1701 bracht hij het Nieuwe Testament in het Grieks, bewerkt door Johannes Leusden, uit. Hierin staat een toevoeging op basis waarvan geconcludeerd kan worden dat Hendrik Wetstein, net als zijn leermeester Elsevier en later ook zijn zoon Rudolph, een eigen drukkerij bezat. Vooralsnog zijn daar geen aanvullende bewijzen voor gevonden. Wel staat zijn naam genoemd als drukker en uitgever bij bijna alle titels die op zijn naam te vinden zijn in de STCN (Short Title Catalogue Netherlands). 
In 1701 zijn twee van zijn zoons, Rudolph en Gerardus, los van hun vader een aparte boekhandel en uitgeverij begonnen. Vader en zoons werkten soms samen aan een uitgave waardoor het voor sommige werken moeilijk te achterhalen is wie van de twee partijen de uitgever is.

## Uitgaven
Als geleerde beheerste Wetstein vele talen: Grieks, Latijn, Frans, Italiaans, Hoogduits, Nederlands en wat Hebreeuws. Dit blijkt ook uit de titels van de werken die hij uitgaf. Tussen de vele uitgaves zit maar een enkele Nederlandse titel. Hij gaf onder andere wetenschappelijke werken uit in het Latijn. Zo staat Wetstein als uitgever in een heel aantal werken van de Deense arts, wiskundige en theoloog Thomas Bartholin en diens zoon. Wetstein was ook de uitgever van grote namen als Molière en Hooft. Op zijn naam staat ook de zesdelige editie van het verzameld werk van Bacon in 1696. Een andere beroemde wetenschapper van wie Wetstein het werk uitgaf, is Boyle. De relatie van de Amsterdamse uitgever met de boekhandelaar Samuel Smith zorgde ervoor dat de oorspronkelijke Londense uitgave van Boyle, die in Engeland niet goed verkocht, gedistribueerd kon worden op het continent waar Boyle een van de beroemdste Engelse wetenschappers werd. 
Naast deze wetenschappelijke uitgaven had Wetstein een voorkeur voor theologische werken. Vooral in de laatste jaren voor zijn dood gaf hij werkjes uit die mystiek godsdienstig van aard waren.

## Drukkers voor Wetstein
Onder andere: Andries van Hoogenhuysen, Amsterdam, Jacques Le Jeune, Amsterdam; Willem Blaeu, Pieter Blaeu, Joan Blaeu, Amsterdam; Pieter Arentsz en Henri Desbordes. Hendrik Wetstein onderhield een importhandelsrelatie met drukker Plantin-Moretus. 